# 33.º Batallón Antiaéreo de Fortaleza
El 33.° Batallón Antiaéreo de Fortaleza (33. Festungs-Flak-Abteilung) fue una unidad militar de la Luftwaffe durante el Tercer Reich y la Segunda Guerra Mundial.

## Historia
Formado el 1 de julio de 1938 en Kaiserslautern con:
- Plana Mayor, de Mando, 1º Batería Pesada y 6º Batería de Proyectores en Kaiserslautern
- 2º Batería Pesada en Landstuhl
- 3º Batería Pesada, y 4º Batería Ligera en Kusel

No se formaron otras Baterías.
El 26 de agosto de 1939 fue redesignado como 33º Regimiento Antiaéreo de Fortaleza, pero sin un aumento en el tamaño.

## Comandantes
- Coronel Gerlach - (1 de julio de 1938 - 1938)

## Servicios
- 1938 - 1939: bajo el III Comando Superior de Artillería Antiaérea de Fortaleza
- 1939 - 1941: en el área de Kaiserslautern